# Xot de Gran Sangihe
El xot de Gran Sangihe (Otus collari) és una espècie d'ocell de la família dels estrígids (Strigidae). Habita zones boscoses de les illes Sangihe, entre Sulawesi i Mindanao. El seu estat de conservació es considera de risc mínim.